# لوري بيرسون
لوري بيرسون (بالإنجليزية: Lawrie Pearson)‏ (2 يوليو 1965 في المملكة المتحدة - ) هو لاعب كرة قدم بريطاني في مركز الدفاع. لعب مع بورت فايل ودارلينجتون إف سى ومانشستر يونايتد ونادي بارو ونادي بريستول سيتي ونادي تشيسترفيلد وهال سيتي ونادي بليث سبارتانز وWhitley Bay F.C. ‏.